# Costituzione non codificata
Una costituzione non codificata è un tipo di Costituzione in cui le regole fondamentali spesso assumono la forma di usi, costumi, precedenti e una varietà di statuti e strumenti legali. Una comprensione della costituzione si ottiene leggendo i commenti della magistratura, dei comitati governativi o degli esperti legali. In un tale sistema costituzionale, tutti questi elementi possono essere (o non possono essere) riconosciuti dai tribunali, dai legislatori e dalla burocrazia come vincolanti per il governo e per limitare i suoi poteri. Un tale quadro è talvolta chiamato imprecisamente una "costituzione non scritta"; tuttavia, tutti gli elementi di una costituzione non codificata sono tipicamente scritti in una varietà di documenti ufficiali, sebbene non codificati in un unico documento.
Una costituzione non codificata presenta i vantaggi di elasticità, adattabilità e resilienza. Uno svantaggio significativo, tuttavia, è che possono sorgere controversie a causa di diverse interpretazioni degli usi e costumi che costituiscono le disposizioni fondamentali della costituzione. 
Una nuova condizione o situazione di governo può essere risolta da una legislazione precedente o approvata. A differenza di una costituzione codificata, non ci sono procedure speciali per fare una legge costituzionale e non sarà intrinsecamente superiore ad altre leggi. Un paese con una costituzione non codificata manca di un momento specifico in cui i principi del suo governo sono stati deliberatamente decisi. Invece, a questi è consentito evolversi in base alle forze politiche e sociali emerse nel corso della sua storia.
Quando visto come un intero sistema, la differenza tra una costituzione codificata e una non codificata è di grado. Qualsiasi costituzione codificata sarà sovrapposta con legislazione supplementare e prassi consuetudinaria dopo un periodo di tempo.

## Stati attuali
I seguenti stati possono essere considerati come costituiti da una costituzione non codificata:
- Canada: Sebbene esistano leggi costituzionali[3], aspetti importanti del sistema costituzionale non sono codificati. Il preambolo della Costituzione del Canada dichiara che essa è "simile in linea di principio a quella del Regno Unito" (che non è codificata). Questo si applica a livello federale e per le province[4], sebbene ciascuna abbia il potere di modificare o attuare il proprio nell'ambito delle proprie aree di esclusiva responsabilità. Ad oggi solo la Columbia Britannica ha promulgato una costituzione provinciale codificata, sebbene i ruoli e i poteri delle altre province siano enunciati nella sezione 93 del Constitution Act, 1867, e attraverso emendamenti ad esso relativi a determinate province come il Manitoba Act e il Newfoundland Act.
- Cina: Alcuni accademici cinesi, incluso il teorico del diritto Jiang Shigong, hanno sostenuto che la Cina abbia sia una costituzione scritta che una costituzione non scritta basata sulla leadership globale del Partito Comunista[5].
- Israele: La dichiarazione di indipendenza prometteva una costituzione entro il 1° ottobre 1948, ma a causa di differenze inconciliabili nella Knesset, non è stata ancora scritta una costituzione codificata completa. Esistono tuttavia diverse leggi fondamentali.
- Nuova Zelanda: Vedi Costituzione della Nuova Zelanda.
- San Marino: San Marino ha diversi documenti che fanno la sua costituzione, compresi alcuni della durata di secoli.
- Arabia Saudita: l'Arabia Saudita non ha una costituzione scritta legalmente vincolante[6]. Nel 1960, il re Faisal dichiarò che il Corano fosse la costituzione. Sebbene il Corano sia la "Costituzione ufficiale dell'Arabia Saudita", il Corano è in realtà il testo religioso dell'Islam e non una costituzione su misura per un certo stato sovrano. Tuttavia, nel 1992, la Legge fondamentale dell'Arabia Saudita è stata adottata con decreto reale[7].
- Svezia: Non esiste un documento definitivo che possa essere definito "la costituzione". Le leggi fondamentali della Svezia sono le quattro leggi fondamentali della Svezia che regolano il sistema politico svedese, agendo in modo simile alle costituzioni della maggior parte dei paesi. Questi sono lo strumento di governo, la legge sulla libertà di stampa, la legge fondamentale sulla libertà di espressione e l'atto di successione.
- Regno Unito: Non esiste un documento definitivo che possa essere definito "la costituzione". Poiché il sistema politico si è evoluto nel tempo, invece di essere cambiato improvvisamente in un evento come una rivoluzione, il crollo del governo o il rovesciamento della monarchia, viene continuamente definito da Atti del Parlamento e decisioni dei tribunali (vedi Costituzione del Regno Unito). Il più simile codice di costituzione a cui il Regno Unito è arrivato è stato l'Atto di Unione del 1707. Siccome il Regno Unito ha una costituzione non codificata, ha significato che molti atti sono stati aggiunti alla raccolta di statuti costituzionali, ad esempio il Freedom of Information Act del 2000 e lo Human Rights Act del 1998.

## Costituzioni non codificate del passato
- La Costituzione dell’Antica Repubblica Romana, composta dalle Dodici Tavole e da altri statuti.
- L'Ungheria aveva una costituzione non codificata prima del 1949.
- La Costituzione del Gran Principato di Finlandia non è mai stata codificata. L'imperatore di Russia, che servì anche dal 1809 al 1917 come Gran Principe di Finlandia, non riconobbe mai specificamente la Costituzione come quella di un Granducato di Finlandia separata e autonoma, nonostante il fatto che quella Costituzione dettasse in gran parte il rapporto tra il Granducato di Finlandia e l'Impero russo durante l'era russa in Finlandia. Verso la fine del XIX secolo i principali intellettuali finlandesi - liberali e nazionalisti, e in seguito anche socialisti - erano giunti a considerare la Finlandia come uno stato costituzionale a sé stante in una mera unione reale con la Russia. Questa nozione si scontrava con l'emergente nazionalismo russo e con le richieste russe di uno stato unitario solo per gli slavi, che alla fine entrarono in conflitto con il separatismo e il costituzionalismo finlandesi sotto forma di "politiche di russificazione", che limitarono l'ampia autonomia della Finlandia dal 1899 in poi, escludendo un breve interruzione tra il 1905 e il 1908, fino alla Rivoluzione di febbraio del 1917. Il governo provvisorio russo del 1917 alla fine riconobbe la costituzione finlandese e, dopo la Rivoluzione d'Ottobre, il governo bolscevico della RSFSR riconobbe la dichiarazione di indipendenza della Finlandia alla vigilia di Capodanno del 1917.
- La Terza Repubblica francese aveva una costituzione non codificata. Diversi testi costituzionali furono adottati nei pochi anni successivi alla proclamazione della Repubblica nel 1870 ma in pratica le istituzioni non li seguirono e la vera organizzazione dei poteri fu fatta per costume. Rimane fino al 2021 la costituzione francese più longeva dalla rivoluzione del 1789.
- La costituzione del Queensland prima del 2001
- L'Oman prima del 1996
- La Libia tra il 1969 e il 1975
- La Thailandia prima del 1932 aveva il Dharmaśāstra di Manu come una costituzione non codificata.